# منتزه فنتوت الوطني
مُنتزه فنتوت الوطني (بالإنجليزية: Vuntut National Park)‏ يقع شمال مقاطعة يوكون. تأسس عام 1995 وما زال المنتزه محافظاً على طبيعته بعيداً عن التدخل البشري حيث لاتوجد فيه أي طرق.والموقع موضوع على القائمة المؤقتة لمواقع التراث العالمي منذ سنة 2004. يجاور منتزه فنتوت منتزه إفيفك الوطني.